# Suniaire de Pallars
Suniaire de Pallars (mort en 1011) est comte de Pallars de 948 à sa mort et comte consort de Ribagorce de 1006/1007 à sa mort. Il succède à son père Loup, comte de Pallars.

## Biographie
Les origines de Suniaire sont obscures : ni sa date, ni son lieu de naissance ne sont connus. Il est le fils du comte de Pallars Loup et de son épouse Gotrude de Cerdagne. Celle-ci était, par sa mère, la petite-fille des comtes Miron II, comte de Cerdagne et de Besalu, et de Dela, comte d'Ampurias.
À la mort de son père en 948, et à la suite du renoncement de son oncle Isarn de Pallars, le gouvernement du comté passe entre les mains de sa mère, qui exerce le pouvoir pour ses fils. En 963, ses deux frères Raymond II et Borell exercent le pouvoir conjointement, et en 966 Suniaire accède lui aussi à la dignité comtale, conjointement avec eux.
Après la mort en 995 de ses deux frères ainés, le neveu de Suniaire, Armengol, héritier de son frère Borell gouverne alors le Pallars conjointement avec lui. Il épouse, certainement peu après, la veuve de son frère Borell, Ermengarde de Rouergue, dont il a deux fils, Raymond et Guillaume, et une fille, Ermengarde.
Suniaire poursuit la politique de ses frères et soutient les ordres religieux dans son comté. Il confirme la donation du Saint Pierre du Burgal à l'abbaye de La Grasse en 1006, confirme ses donations au chapitre cathédral d'Urgell en 1010 et reconnait les droits du monastère Saint-Vincent d'Oveix (ca) sur la villa de Somponiu la même année.
En 1006 ou 1007, il épouse la comtesse de Ribagorce, Toda. Il est avéré qu'il l'accompagne dans l'exercice du pouvoir en Ribagorce. Il fait avec elle des donations au monastère Sainte-Marie d'Ovarra (ca) en 1008. D'après la Chronique II d'Alaó, Suniaire oblige également l'évêque de Ribagorce Aymeric II à reconnaître la supériorité de l'évêque d'Urgell.
En 1011, à la mort de Suniaire, son épouse Toda retourne sur ses terres et cède le pouvoir à son neveu, Guillaume de Ribagorce. Au Pallars, ses deux fils (leur cousin Armengol étant décédé en 1010) se partagent le comté de Pallars selon le vœu de leur père : Raimond obtient le comté de Pallars Jussà et Guillaume le comté de Pallars Sobirà.

## Mariages et descendance
Suniaire épouse en premières noces, entre 995 et 1000, Ermengarde de Rouergue, fille du comte de Rouergue Raymond II. Elle était la veuve du frère de Suniaire, Borell. De cette union sont issus :
- Raymond III (?-1047), comte de Pallars Jussà ;
- Guillaume II (?-1035), comte de Pallars Sobirà ;
- Ermengarde, mariée à Guillaume de Castelbon.

Il épouse en secondes noces, en 1006 ou 1007, Toda, comtesse de Ribagorce, mais cette union reste sans descendance.